# Елп Мажер
Елп Мажер (фр. Helpe Majeure) је река у Француској. Дуга је 69 km. Улива се у Самбр. 